# Bez skrupułów (powieść Toma Clancy’ego)
Bez skrupułów (ang. Without Remorse) – sensacyjna powieść amerykańskiego pisarza Toma Clancy’ego. Pojawia się w niej nowy bohater, John Kelly, znany pod nazwiskiem operacyjnym Clark. Akcja toczy się w USA podczas wojny wietnamskiej.

## Fabuła
Głównym bohaterem powieści jest były komandos John Terrence Kelly, weteran z Wietnamu. Służył w elitarnej jednostce do zadań specjalnych za linią wroga (Komando foki), obecnie zajmuje się wysadzaniem obiektów przeznaczonych do rozbiórki. Po tragicznej śmierci żony Kelly izoluje się od świata, spędzając większość czasu na swoim jachcie "Springer". Pewnego dnia podczas podróży na ląd poznaje Pam, piękną nieznajomą, którą zabiera na swoją wyspę. Tam dowiaduje się o koszmarnej przeszłości dziewczyny, którą więził gang sutenerów i handlarzy narkotyków pod wodzą niejakiego Henry’ego Tuckera. Próbując pomóc nadal więzionym przyjaciółkom Pam, wpada w pułapkę, w wyniku której dziewczyna ginie, a on trafia do szpitala. Po odzyskaniu zdrowia rozpoczyna prywatną krucjatę przeciwko jej mordercom. 
Jednocześnie ze śledztwem Johna zostaje przygotowana operacja odbicia amerykańskich jeńców przetrzymywanych w tajnym obozie w Wietnamie. Ma nią kierować kilku admirałów z dowództwa lotnictwa Stanów Zjednoczonych i CIA. Jeden z dowódców postanawia poprosić o współpracę Johna, z którym miał już do czynienia podczas działań zbrojnych w Wietnamie.  Nikt nie wie, że w obozie działa radziecki pułkownik, którego zadaniem jest za wszelką cenę zdobyć strategiczne informacje od schwytanych lotników. 
Tymczasem Kelly dokonuje kolejnych morderstw na handlarzach narkotyków, torując sobie drogę do Henry’ego, który doszedł do stopnia szefa wielkiej organizacji przestępczej. Zabija Billa i Ricka, ludzi odpowiedzialnych za śmierć Pam, w niedługim czasie także Burta, brata Tuckera. Przez likwidację także kilku żołnierzy mafii sprawia, że dostawy narkotyków przejmuje policja, a cała organizacja popada w ruinę. Z czasem Kelly'emu zaczyna pomagać zakochana w nim pielęgniarka, Sandy. Wkrótce John przestaje zabijać, gdyż chce pomóc swoim byłym dowódcom w przygotowaniu operacji. Pod przykrywką agenta CIA, Johna Clarka, rusza z nimi i grupą marines do Wietnamu, gdzie dokonuje zwiadu na terenie wroga. Niespodziewane posiłki uniemożliwiają zdobycie obozu, a Kelly musi ratować się ucieczką. Fiasko operacji jeszcze bardziej motywuje go w jego własnej sprawie. Wraca do Stanów Zjednoczonych i rusza do akcji. Wkrada się na posesję Tuckera, zabijając go razem z trzema członkami nowojorskiej mafii. Po strzelaninie ucieka na przystań, gdzie na pokładzie "Springera" spotyka porucznika Ryana, człowieka  który prowadził sprawy jego zabójstw. Po krótkiej rozmowie gliniarz daje Kelly'emu godzinę. Ten ucieka, roztrzaskując łódź o kadłub wielkiego frachtowca. John Kelly zostaje uznany za zmarłego.
Pół roku później amerykańscy jeńcy, których załoga Kelly'ego miała uwolnić, wracają cali i zdrowi do kraju. Wszyscy z zadowoleniem oglądają transmisję z ich powitania na lotnisku. Razem z nimi John, mieszkający teraz pod nazwiskiem Clark razem ze swoją przyszłą żoną Sandy.